# Fosset
Fosset est un hameau de la commune belge de Sainte-Ode située en Région wallonne dans la province de Luxembourg. Il est traversé par le Laval, un ruisseau qui est affluent de l'Ourthe occidentale.

## Patrimoine
- Un pont à trois arches sur le Laval, localement appelé 'pont romain'.  Construit au XIXe siècle il fut plusieurs fois dessiné et peint par le célèbre symboliste Fernand Khnopff (1858-1921) qui prenait ses vacances à Fosset (rue Fernand Khnopff, 3). Restauré en 1996 il ne sert plus à la circulation. Ce pont est devenu l’emblème de la fusion entre 3 anciennes communes (Amberloup, Tillet et Lavacherie) en la nouvelle commune de Sainte-Ode dont il orne le blason municipal.